# ChAI-12
Die ChAI-12 Start (russisch ХАИ-12 Старт) war ein sowjetisches Projekt für ein einmotoriges, einsitziges Sportflugzeug. Es war das erste Projekt des Luftfahrtinstitut Charkow nach dem Zweiten Weltkrieg. Das Flugzeug war als Tiefdecker mit einziehbarem Heckradfahrwerk konzipiert. Das Höhenleitwerk war halbhoch angebracht. An den Flügelaußenteilen befanden sich automatische Vorflügel. Das Projekt wurde von D. Arsona ausgearbeitet, aber es kam nie zur Umsetzung des Planes. Das Flugzeug wurde nicht gebaut.

## Projektdaten
| Kenngröße             | Daten                               |
| --------------------- | ----------------------------------- |
| Besatzung             | 1                                   |
| Flügelfläche          | 10,13 m²                            |
| Leermasse             | 653 kg                              |
| max. Startmasse       | 830 kg                              |
| Höchstgeschwindigkeit | 340 km/h                            |
| Reichweite            | 510 km                              |
| Triebwerk             | 1 × Wedenejew M-14, 265 kW (360 PS) |